# 夏不鲁罕丁
夏不鲁罕丁（1228年？—1370年？），本名不鲁罕丁，元代伊斯兰教经师，泉州清净寺教长。
他本是大食国开才龙人，出身商人家庭。一说查者例绵（今伊朗卡泽伦城）人。元仁宗皇庆年间，随贡使来泉州，住排铺衔，信仰伊斯兰教，受邀主持清净礼拜寺。当时已经年逾八十，主持清净寺教务达六十年。博学多才，致力教务，“一新寺政”。至正九年（1349年），主持复缮了清净寺，使伊斯兰教之三掌教制皆备。至正十年（1350年）时，已经一百二十岁，任“摄思谦夏”。又称筛虎勒伊斯兰，意“伊斯兰长老”，是对主持教务者的尊称。相传明太祖洪武三年（1370年），以一百四十二岁高龄辞世。后人以夏为姓，世袭寺政至万历三十五年（1607年），达三个世纪，“夏”姓于是为其家姓，他是泉州夏姓回回之先祖。